# BBC Three (online)
BBC Three (estilizada como BBC II!) é um serviço britânico de televisão pela Internet operado pela BBC. Foi lançado em 16 de fevereiro de 2016 como um substituto para o canal de televisão linear BBC Three, que foi descontinuado no mesmo dia. O serviço produz e transmite séries de televisão e web voltadas para o público de 15 a 34 anos de idade, com foco particular na comédia e programação documental.
A substituição do serviço televisivo da BBC Three por uma plataforma digital veio como resultado de cortes orçamentários na emissora, decorrentes da meta do diretor-geral Tony Hall de não realizar cortes gerais na BBC que comprometessem a qualidade da produção do programa reconhecimento de uma mudança nos hábitos de visualização entre os serviços demográficos em relação aos serviços de vídeo on-line, em oposição aos canais de televisão lineares. Da mesma forma, a equipe da BBC Three argumentou que o serviço não estaria mais vinculado às limitações da televisão linear, permitindo que os produtores tenham um maior grau de flexibilidade no conteúdo do programa que podem criar para a BBC Three. Em fevereiro de 2019, a BBC anunciou que a BBC Three retornaria à televisão linear como um bloco de marca de uma hora na BBC One, a partir de 4 de março de 2019, cortando 10 minutos da BBC News at Ten.
Os conteúdos da BBC Three são transmitido principalmente no BBC iPlayer, enquanto outros conteúdos do serviço, incluindo web séries e outros materiais, também são distribuídos através de presenças em redes sociais. Toda a programação original completa encomendada para a BBC Three deve eventualmente ser transmitida nos canais de televisão lineares BBC One e BBC Two, após sua estréia online.
Em 2 de março de 2021, o escritório de imprensa da BBC anunciou que a BBC Three retornaria à TV digital terrestre em fevereiro de 2022, sujeito à aprovação regulatória, que foi aprovada em 2021.